# Fusées Le Prieur
Pour les articles homonymes, voir Prieur (homonymie).

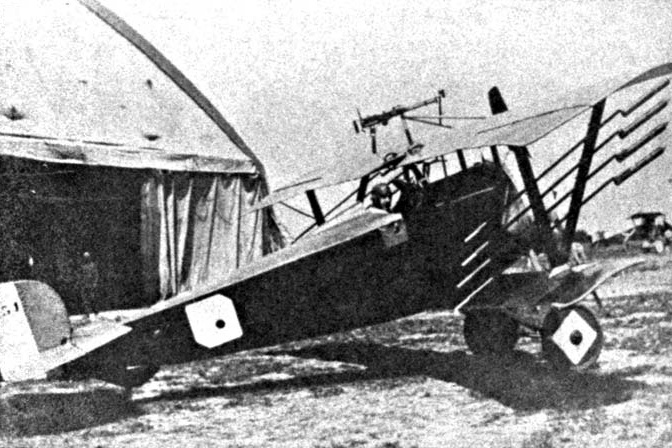
Nieuport 11 équipé de fusées Le Prieur

Les fusées Le Prieur ou roquettes air-air furent conçues par le lieutenant de vaisseau français Yves Le Prieur pendant la Première Guerre mondiale pour lutter contre les ballons d'observation Drachen, et les dirigeables Zeppelin qui survolaient Paris, à partir du printemps 1916. 

## Caractéristiques
Ces fusées incendiaires étaient des engins pyrotechniques fabriqués par Ruggieri (spécialiste du feu d'artifice), constitués d'un propulseur chargés de 200 grammes environ de poudre noire portant à la partie avant un cône de pénétration en bois sur lequel était fixée une lame de couteau triangulaire. La fusée pénétrait dans l'enveloppe du ballon (gonflé à l'hydrogène, très inflammable) et l’incendiait grâce au jet gazeux incandescent qui continuait de jaillir de la tuyère.
Les biplans qui en étaient dotés les portaient fixées par quatre ou cinq à l'extérieur des mâts de voilure, entre les deux ailes, qui étaient protégées des flammes par un revêtement en amiante et aluminium. Les supports était fixés à un angle de 17,3° de l’axe de vol, et la mise à feu, électrique, était commandée du poste du pilotage par groupe de plusieurs. L'attaque des ballons d'observation allemands s'effectuait en piqué et transversalement à une distance de la cible au maximum de 600 mètres mais généralement entre 100 et 200 m. 

## Historique
Leur première mise en service se fit le 22 mai 1916 à 4 h 50 lors de la bataille de Verdun lorsque huit Nieuport 16 français attaquent chacun un Drachen allemand et en abattent six, obligeant l'armée impériale allemande à redescendre à terre ses ballons d'observations sur deux cents kilomètres de front. Quatorze Drachen sont abattus au total durant cette bataille.
Le premier tir air-sol de cette arme a lieu le 29 juin 1916 lorsqu'un avion français armé de huit roquettes trouve un bivouac avec un grand magasin à fourrages allemand et l'incendie. 
Parmi les plus célèbres chasseurs de ballons qui en furent usage, on trouve l'as français Georges Guynemer et l'as belge Willy Coppens.
À partir de 1918 la munition incendiaire pour mitrailleuse rend la fusée obsolète et elle est retirée du service.